# Guacamai gorjablau
El guacamai gorjablau (Ara glaucogularis) és una espècie d'ocell de la família dels psitàcids que habita boscos de ribera i chaco de l'est de Bolívia, el Paraguai i nord de l'Argentina.